# Pedro Rodríguez de Campomanes
Pedro Rodríguez de Campomanes y Pérez-Sorriba, primer conde de Campomanes (Santa Eulalia de Sorriba, Tineo, Asturias, 1 de julio de 1723-Madrid, 3 de febrero de 1802) fue un político, jurisconsulto y economista español. Fue nombrado ministro togado del Consejo de Hacienda en 1760, durante el primer gobierno reformista del reinado de Carlos III, fiscal del Consejo de Castilla en 1762 y gobernador del propio Consejo en 1783. En 1791 es cesado como gobernador del Consejo de Castilla y pasa a ocupar una plaza en el Consejo de Estado, donde permanecerá hasta su muerte en 1802.

## Biografía
Fue el segundo de tres hermanos bien avenidos; la primera fue Josefa (nacida en 1721) y el último Francisco (nacido en 1724); su hermana residió siempre en Cangas de Tineo, donde se casó, y sus hermanos renunciaron a sus cortas herencias en su favor . Además Pedro contribuyó a sufragar los gastos de sus dos sobrinos: Domingo Fernández de Campomanes, miembro del Consejo de Castilla y diputado absolutista, y Francisco, auditor de la Nunciatura apostólica y ministro honorario en 1808 del Consejo de Castilla, en el prestigioso Colegio Mayor de San Clemente de los Españoles de Bolonia; ambos llegaron a altos puestos en el Estado y en la Iglesia, respectivamente. 
Los padres de estos tres hermanos fueron Pedro Rodríguez Campomanes (de Sumión de Arriba, nacido en 1688) y María Pérez Fernández (de Sorriba, nacida hacia 1690). Ambos progenitores eran hidalgos de clase, aunque el linaje Campomanes era más antiguo que el de la madre. Al fallecer su padre (1724), la madre confió su manutención y formación a un tío suyo, Pedro Pérez de Sorriba, canónigo de la colegiata de Santillana del Mar; después se le uniría su hermano Francisco. Los primeros estudios los hizo en Santianes (Santianes de Tuña o de Tuna), cerca de Sorriba, y solo marchó a Santillana con su tío cuando tenía unos siete años; allí se formó demostrando una inteligencia precoz en el estudio de las lenguas clásicas (a los diez años traducía fragmentos de Ovidio); en efecto, tuvo un buen maestro de latinidad, Manuel Gozón. Pedro y Francisco recibieron la primera tonsura el 26 de septiembre de 1736 con 12 y 13 años de edad, quizá para poder acceder a algún beneficio eclesiástico; pero solo siguió la carrera eclesiástica Francisco. Aconsejado por Gozón, Pedro enseñó voluntaria y gratuitamente latinidad en Cangas de Tineo, pero ya a los trece años leía sponte sua las Instituta de Justiniano. Luego inició la carrera de leyes en Oviedo, que continuó y concluyó en Sevilla, siempre como manteísta, aunque solo se supone: no hay constancia documental alguna de que estudiara en esos lugares entre 1739 y 1745, aunque sus panegiristas Traggia y Doménech escribieron que se licenció in utroque iure en Sevilla y se trasladó a Madrid; el propio Campomanes escribió que estaba en Madrid ya en 1741, con 18 años, haciendo cuatro años de pasante simultáneamente en los despachos de Juan José Ortiz de Amaya y de Miquel Cirer y Cerdá; incluso se fogueó en los tribunales durante un año como miembro de la Junta de práctica de Tomás Azpuru y Jiménez. Ortiz de Amaya estaba emparentado con  el abad de la colegiata de Santillana del Mar, Gaspar de Amaya, así que hay que suponer que habría sido recomendado como joven neófito por su tío, el canónigo Pedro Pérez de Sorriba. Finalmente obtuvo el título o títulos de Bachiller en Leyes y de Bachiller en Cánones y recibió el de Licenciado el 4 de diciembre de 1745 con 22 años y 5 meses. Solicitó una habilitación especial de un semestre por la lentitud de las gestiones antes de ser admitido en el Colegio de Abogados de Madrid y abrió un bufete; demostró tan portentosa competencia como abogado, que los nobles recurrían a sus servicios continuamente. Era, asimismo, un lector voraz; y fue uno de los pocos que leyeron y comprendieron a Baruch Spinoza; entre sus libros estaba, incluso, el Tratado de la naturaleza humana de David Hume.
Ávido de saber, especialmente en materias históricas, económicas y filológicas, se dedicó intensamente a estudiar lenguas antiguas y modernas y, además, árabe. Frecuentaba la tertulia conventual del ilustre polígrafo benedictino padre fray Martín Sarmiento, quien le inculcó un amor sin límites a los patrióticos ideales de regeneración de su hermano de orden, Benito Jerónimo Feijoo, de quien luego sería su más entusiasta apologista, biógrafo y editor. Al advenir al trono Carlos III, se fijó en él y fue nombrado miembro de los consejos de Hacienda y de Castilla y volcó su vida por entero a la política, como pueden acreditar los numerosos cargos oficiales que desempeñó y los muchos asuntos para los que fue requerido. Se consagró a las reformas en tres sectores: jurídico, económico y político, bajo el signo de la Ilustración. En el ámbito político, se le ha clasificado como defensor del despotismo ilustrado; en el económico, se opuso al monopolio gremial y de la Mesta, últimos restos del anticuado sistema económico estamental; asimismo promovió el comercio y la industria y favoreció la expulsión de los jesuitas y la desamortización de sus bienes. Por demás, aun tuvo tiempo de casarse tempranamente con la hidalga extremeña de Alburquerque doña Manuela de las Amarillas Sotomayor y Amaya, de quien tuvo tres hijos que superaron la infancia: Sabino Rodríguez de Campomanes Amarilla (1764-1825) II conde de Campomanes, Bibiana y Manuela Susana.

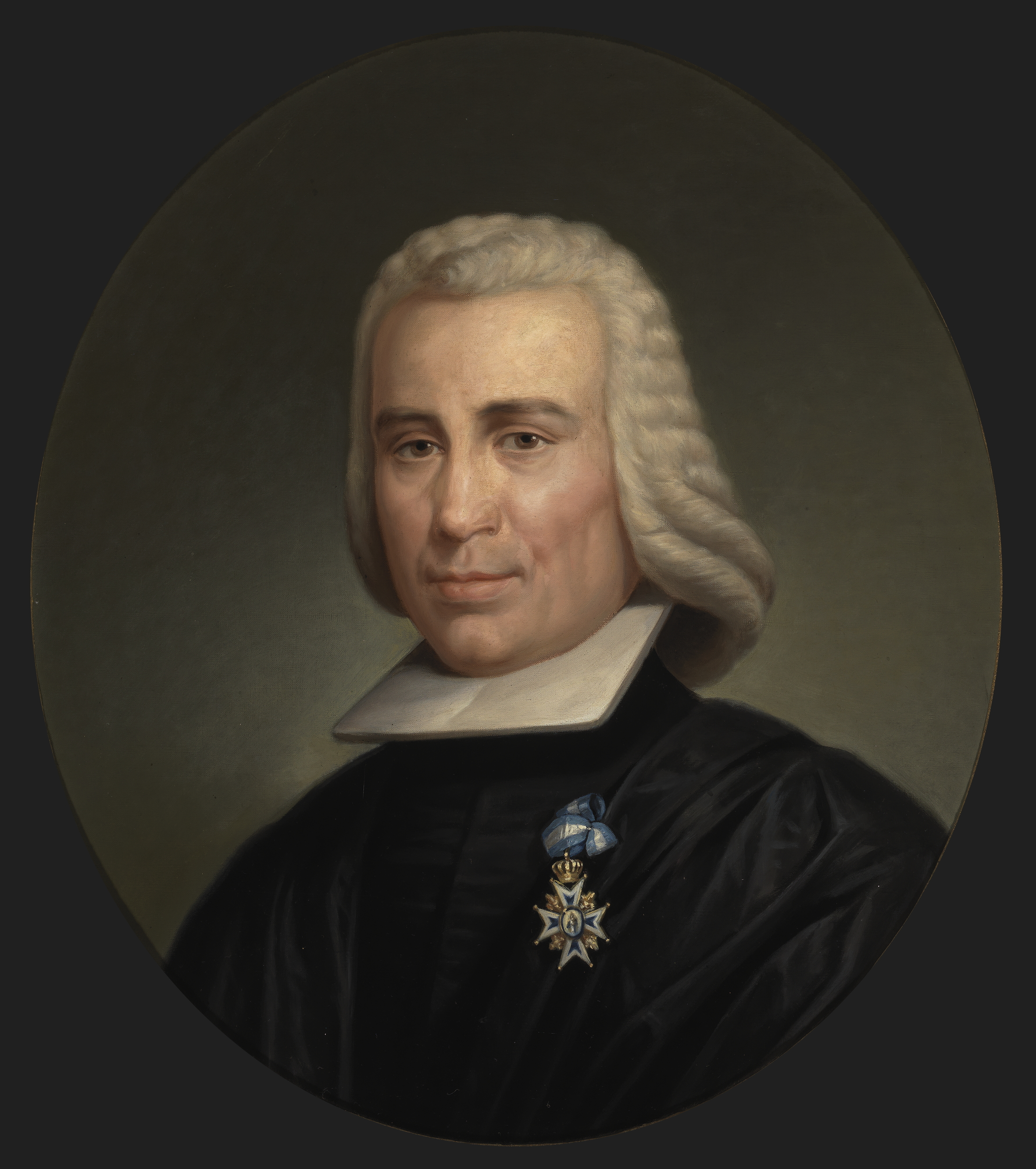
Retrato póstumo (1879) por Eduardo Balaca.

De 1747 es su espléndida obra Historia sobre la Orden y Caballería de los Templarios, uno de los documentos más importantes y completos sobre la Orden del Temple, el proceso que se le siguió y la muerte en la hoguera de sus dirigentes más destacados, aunque también, como economista, discurre minuciosamente sobre el destino de sus bienes; parecía aquí anticiparse el regalismo de una política que desembocaría veinte años más tarde en la expulsión de los jesuitas (1767) a consecuencia o pretexto del motín de Esquilache (1766). De esa misma línea es su Bosquejo de política económica española, delineado sobre el estado presente de sus intereses (1750), que firmó con el pseudónimo de Rodrigo Perianes Campo. Todos estos trabajos le valieron su inserción en la Real Academia de la Historia en 1748. Y en ese año precisamente empezó sus estudios de árabe con el padre maronita, bibliotecario de Fernando VI, Miguel Casiri (1710-1791). Con su ayuda tradujo dos capítulos (XVII y XIX) de un tratado agronómico de Ibn al-Abwan o Abu Zacaría (1751). Asimismo estudió griego con el helenista José Carbonell Fougasse (1707-1801), que era también condiscípulo de Casiri. Investigó después, entre 1751 y 1754, los concilios celebrados en España y publicó su estudio en el tomo segundo de las Memorias de la Academia; en 1753 fue nombrado Censor de la Real Academia de la Historia y en 1755 obtuvo el puesto de director general de Postas y Correos. 
Carlos III lo nombró ministro de Hacienda en 1760; por entonces fue cuando leyó el Proyecto económico... de Bernardo Ward, cuyas ideas asumió y cuya publicación promovió. En 1762 fue nombrado fiscal del Consejo de Castilla, que más tarde presidió. En 1763 pasó a ser miembro de la Real Academia Española y en 1764 obtuvo la presidencia de la Real Academia de la Historia, puesto que desempeñó hasta 1791 y retomaría en sus últimos días. Entre sus logros como ministro de Hacienda figuran el haber establecido subsidios para las zonas agrícolas más desfavorecidas, el conseguir liberar el comercio y la agricultura de los impuestos que impedían su crecimiento y el decreto de libre circulación de los cereales.
En 1765, año en el que publicaría su importante Tratado de la regalía de amortización, muy pronto traducido a las demás lenguas europeas, Campomanes fue nombrado presidente del Consejo de la Mesta. Aprovechó ese mismo año para apoyar a la Compañía de Impresores y Libreros, nacida en 1763, concediéndoles el beneficio de la edición exclusiva de las Obras completas de Benito Jerónimo Feijoo, que acababa de fallecer y hasta entonces circulaban sueltas, y él mismo se encargó de escribir una "Noticia biográfica" para la obra, que constó de catorce volúmenes en octavo; pretendía así divulgar el nuevo pensamiento reformista por toda España. 
Tras apoyar la expulsión de los jesuitas (1767), quienes mantenían el monopolio de formación de los nobles y encabezaban la oposición a las reformas regalistas, se unió a Pablo de Olavide y al propio conde de Aranda para organizar la repoblación o colonización de Sierra Morena y escribió su Instrucción para las nuevas poblaciones de Sierra Morena y fuero de sus pobladores, donde preconizaba reformas agrarias que a su juicio deberían aplicarse a todo el agro español: reparto de tierras entre pequeños propietarios, compatibilizar ganadería y agricultura e imponer una ley de arrendamientos a largo plazo. En 1771, propuso como fiscal una profunda reforma del plan de estudios de la Universidad de Salamanca. Convirtió dos cátedras de filosofía en otras de matemáticas y física, y veladamente hizo observar que el famoso Diego Torres Villarroel, profesor de matemáticas, había considerado cumplidos sus deberes con la mera publicación de almanaques y pronósticos. En la Facultad de Medicina recomendó la creación de un anfiteatro anatómico, provisto de instrumentos, libros y modelos; de un jardín botánico y de un museo de simples. Propuso también que los estudiantes de anatomía estudiaran la Anatomía completa de Martín Martínez, además del compendio de Lorenz Heister. 
Con esta misma intención reformista publicó en 1774 su Discurso sobre el fomento de la industria popular, que fue muy divulgado por toda España en los consistorios municipales y entre los covachuelistas; y en 1775 su Discurso sobre la educación popular de los artesanos y su fomento, igualmente difundido, el mismo año en que fue nombrado director de la Sociedad Económica Matritense. Como suplemento a esta obra se publicaron en ese mismo año cuatro apéndices, considerablemente más extensos cualquiera de ellos que el Discurso original. En el primero se reflexiona sobre las causas de la decadencia de los oficios y manufacturas de España durante el último siglo. En el segundo se ofrecen los pasos necesarios para mejorar o restablecer las viejas manufacturas y se aporta una curiosa colección de decretos reales con el propósito de defender las artes y oficios y la introducción de materias primas extranjeras. El tercero trata sobre las leyes corporativas de los artesanos en contraste con el resultado de la legislación española y las ordenanzas municipales de las ciudades. El cuarto contiene ocho ensayos del arbitrista del XVII Francisco Martínez de Mata sobre comercio nacional, con algunas observaciones adaptadas a las circunstancias de la época.

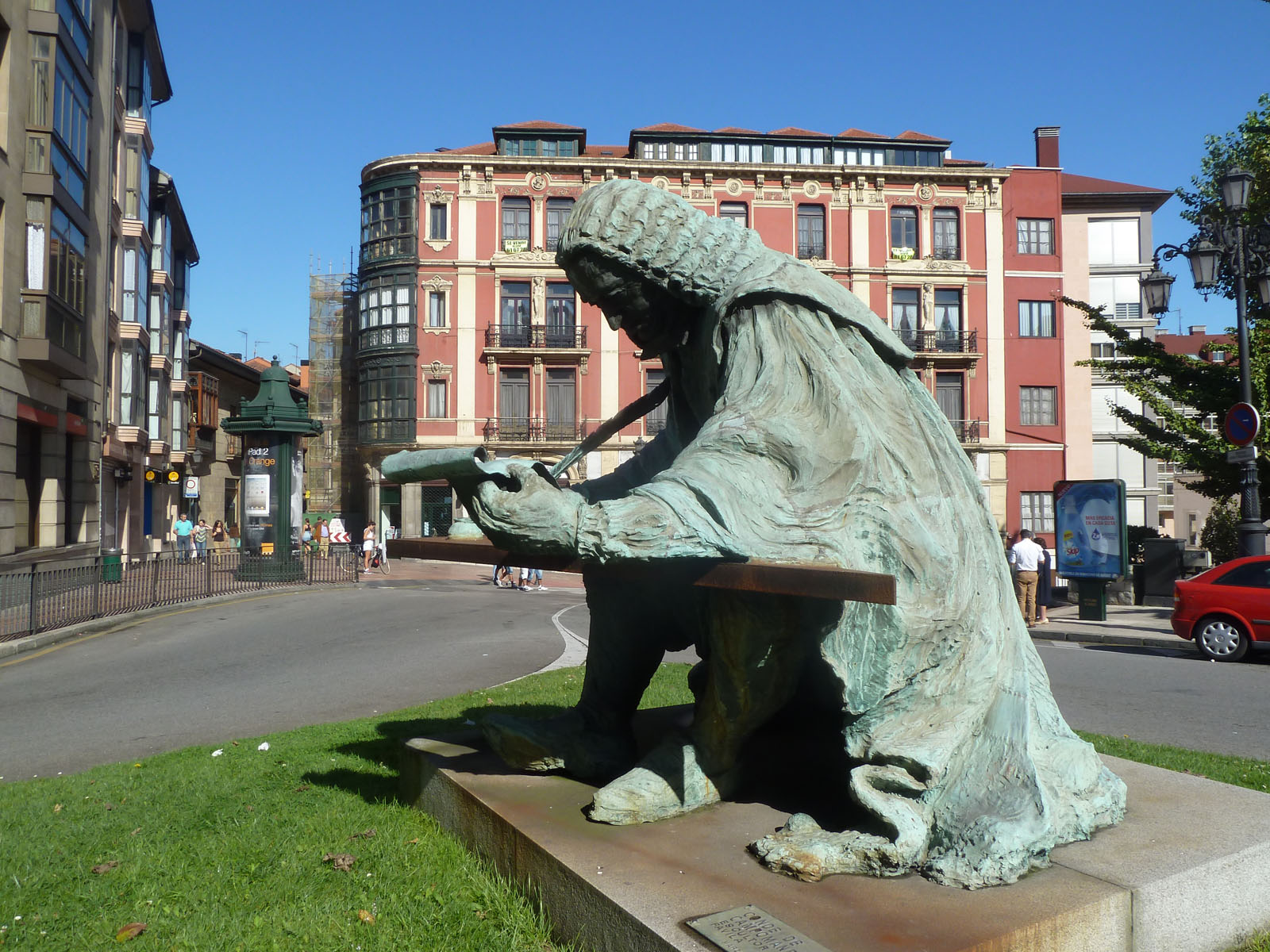
Monumento a Campomanes, por Amado González Hevia "Favila", en Oviedo.

En ese mismo año de 1775 se constituyó por iniciativa suya la Real Sociedad Económica de Madrid, cuyo estatuto vino a ser el modelo de las demás que promovió por toda España y Colonias. Estas Sociedades Económicas de Amigos del País, fundadas con el espíritu de la ilustración, pretendían desarrollar y difundir la industria, el comercio, la agricultura, la ciencia y la cultura a todos los ciudadanos. Es más, publicó el influyente Proyecto Económico en el que se proponen varias providencias, dirigidas a promover los intereses de España, con los medios y fondos necesarios para su planificación (1779) de Bernardo Ward, suprema inspiración para los economistas españoles incluso desde que se divulgó manuscrito en 1761.
Campomanes mantenía una tertulia o salón en su casa todas las tardes, de la que eran habituales el pintor Antonio Rafael Mengs, el arquitecto Ventura Rodríguez, el escultor Felipe de Castro, el ingeniero francés Carlos Lemaur e ilustrados como Jovellanos y Francisco Cabarrús; también Domingo González de Argandoña y su esposa, la hermana de Jovellanos Josefa, y muy probablemente Olavide, Samaniego y el matemático Benito Bails. Un día, según cuenta en sus Memorias el famoso libertino Giacomo Casanova, fue invitado a comer por su embajador Alvise Sebastiano Mocenigo junto a Campomanes, Mengs y un tal Olivares, en quien cabe reconocer a Olavide. Y dejó este retrato de él: 

Campomanes, que ha dejado en su país una reputación de gran inteligencia, de saber y de ánimo, era un hombrecito pequeño, moreno, de una no equívoca fealdad; pero se sentían tentados a hallarle guapo oyéndole hablar: su elocuencia, viva e impetuosa, estaba llena de autoridad y seducción. Campomanes bizqueaba, el conde de Aranda y el general de los jesuitas bizqueaban también. Llevé la conversación sobre el terreno de esa guerra que se hacían esos tres personajes de extraviada mirada, guerra cuyo desenlace temía para Campomanes... Lleno de valor, de perseverancia y de sagacidad, Campomanes pasaba por hombre sincero y desinteresado en su oposición; era solo el amor de la libertad y de la patria lo que lo inspiraba; por eso gozaba de la estimación de las clases más ilustradas.

Otra estampa ofrece el erudito danés Daniel Gotthilf Moldenhawer:

A las ocho de la noche fui a casa de Campomanes; su antesala estaba, como siempre, completamente llena, pues, aun cuando se encuentra en el Consejo de Castilla, se ve acosado por gentes de toda laya, así de alta como de baja condición. La multitud de negocios a los que tiene que atender es causa de que muy a menudo se olvide de sus promesas... El buen Campomanes se había olvidado del ofrecimiento que me hizo; pero de nuevo me prometió cartas para diversas personas, entre ellas para un monje de El Escorial, sabio helenista, del que me dijo que posee conocimientos más profundos que los de Pérez Bayer y que ha copiado por su mano una media docena de códices; asimismo me prometió cartas para Toledo y otras poblaciones. De lo que no hay posibilidad, en una conversación con Campomanes, es de meter baza, como no sea aprovechando la pausa momentánea que sigue a la terminación de un periodo

Este carácter activo, enérgico, autosuficiente y monologante le fue apreciado también, con algún agobio, por los subordinados contemporáneos que asistían a sus juntas:

La marcha siempre es una misma. En estas juntas nadie más que el Presidente habla, a ninguno se deja hablar, porque no tiene cuándo: la voz del Presidente se echa encima de todo y de todos, ella se dilata y extiende a todo, discurre sobre todo, penetra el pro y el contra de las cosas, combina sus extremos y los analiza, vierte erudición de dentro y fuera de los tiempos pasados y los presentes, explica cuál es el acuerdo que corresponde y le dicta desde luego; por seguro que nadie le interrumpe ni se opone al impetuoso torrente. Manda leer lo que ya está escrito y pregunta, por atención o por forma, "¿Qué parece a la junta para la enmienda o la adición?" Por atención o por forma, contesta la junta que "está muy bueno". Quiera Dios que no replique ningún vocal con fundamento o con escrúpulos, porque aquí la contienda, acaso de la desazón y de la terminante decisiva voz del Presidente. Cuando Dios ha querido que nadie hable una palabra, junta acabada, sea a las dos o sea a las tres horas de junta y de mudos votos o vocales. Por lo común esto es lo que todos ven en ellas, siendo las juntas de esta clase

En 1780 recibió el título de conde de Campomanes, según una ley que permitía acceder a la nobleza a personas influyentes, aunque sin tradición heráldica. En 1786 fue nombrado gobernador del Consejo de Castilla y en 1788, a causa de las intrigas del favorito de Carlos IV, el conde de Floridablanca, cayó en desgracia. El 30 de septiembre de 1789 fue nombrado Presidente de las Cortes y Gobernador del Consejo de Castilla con motivo del fallecimiento de Carlos III, y presentó un informe sobre el restablecimiento de la sucesión al trono de las mujeres, que fue aprobado por unanimidad, pero que nunca llegó a publicarse. En 1791, Gobernador del Real Consejo de Su Majestad. Entre 1798 y 1801 fue nombrado por segunda vez Director de la Real Academia de la Historia. Su caída en desgracia hizo revivir a sus enemigos, uno de los cuales, el jesuita Francisco Xavier Miranda, escribió contra él un ácido El Fiscal fiscalizado, o sea, Examen de la Consulta de Don Pedro Rodríguez Campomanes (1792).
A su muerte en 1802, el ilustrado español Joaquín Traggia compuso e imprimió una oración fúnebre; en la Real Academia de Jurisprudencia Práctica, J. García Doménech leyó un Elogio del excelentísimo señor Conde de Campomanes..., que se imprimió un año después en Madrid. Y se procedió a realizar el primero de los cuatro inventarios de su biblioteca, que reveló el interés de Campomanes sobre los temas relativos al continente europeo y su profundo conocimiento de la realidad económica, política y social de la época.[cita requerida] Tras el cuarto, su biblioteca fue tasada y vendida en 1842 por más de catorce mil reales. Estaba compuesta de cinco mil libros de derecho, ciencias y artes, historia y geografía y filología (gramáticas, diccionarios etc.). Solo el cuarenta por ciento estaban escritos en español. A estos cinco mil se debían sumar otros mil libros prohibidos que fueron separados de la misma. En cuanto a la literatura propiamente dicha, solo le interesaba la poesía, y prácticamente nada la narrativa.
Un retrato al óleo de Campomanes, obra de Joaquín Inza, quedó destruido durante la Revolución de Asturias de 1934, y solo queda alguna fotografía y una copia de Vicente Arbiol depositada en el Real Instituto de Estudios Asturianos. Han subsistido dos retratos más al óleo; el primero fue realizado por Anton Raphael Mengs entre 1774 y 1776, y era propiedad de Campomanes, a quien se lo regaló el pintor. El segundo, más conocido, es el realizado por Francisco Bayeu en 1777, propiedad de la Real Academia de la Historia.

## Obras
Ediciones antiguas
- 1747 - Dissertaciones históricas del orden, y Cavallería de los templarios, o resumen historial de sus principios, fundación, instituto, progressos, y extinción en el Concilio de Viena. Y un apéndice, o suplemento, en que se pone la regla de esta orden, y diferentes Privilegios de ella, con muchas Dissertaciones, y Notas, tocantes no solo à esta Orden, sino à las de S. Juan, Teutonicos, Santiago, Calatrava, Alcantara, Avis, Montesa, Christo, Monfrac, y otras Iglesias, y Monasterios de España, con varios Cathalogos de Maestres. Madrid: Oficina de Antonio Pérez de Soto;
- 1750 - Bosquejo de política económica española, delineado sobre el estado presente de sus intereses, manuscrito firmado con el pseudónimo de Rodrigo Perianes Campo y publicado por Jorge Cejudo en 1984.
- 1750 - Reflexiones sobre la jurisprudencia española
- 1750 - Discurso sobre el establecimiento de las leyes, y obligación que tienen los súbditos de conformarse con ellas, en latín. Premiado por la Academia de Buenas Letras de Bastia, en la isla de Córcega.
- 1752 - Discurso de la regalía del Patronato.
- 1755 - Representación del Sr. Dn. Pedro Rodríguez Campomanes a la Academia sobre la formación de una colección de inscripciones, discurso leído en la RAH.
- 1756 - Antigüedad Marítima de la República de Cartago, con el Periplo de su General Hannon, traducido del Griego, e ilustrado por D. Pedro Rodríguez Campománes, Abogado de los Consejos, Asesor General de los Correos y Postas de España etc. Madrid: Imprenta de Antonio Pérez de Soto.
- 1757 - Memorial del Principado de Asturias, sobre los agravios de las operaciones hechas por los Comisionados para regular la quota correspondiente á la Única Contribución.
- 1761 - Itinerario de las Carreras de Posta dentro y fuera del Reyno, que contiene también las Leyes y Privilegios con que se gobiernan en España las Postas, desde su establecimiento. Y una noticia de las especies corrientes de Moneda extrangera, reducidas á la de España, con los precios á que se pagan las Postas en los varios Países. Madrid: Imprenta de Antonio Pérez de Soto.
- 1762 - Noticia geográfica del Reyno y caminos de Portugal Madrid: Joaquín Ibarra, 1762.
- 1762 - Reflexiones sobre el comercio español a Indias
- 1763 - Resumen del expediente de la policía relativa a los Gitanos, para ocuparles en los exercicios de la vida civil del resto de la nación.
- 1764 - Respuesta fiscal sobre abolir la tasa y establecer el comercio de granos.
- 1764 - Explicación y Suplemento de las dos Instrucciones publicadas, la primera en 25 de julio de 1751, y la segunda en 17 de noviembre de 1759, para el recogimiento y útil aplicación al Exército, Marina, ú obras públicas, de todos los vagantes y mal entretenidos, en conformidad también de lo que sobre este punto tienen prevenidas las Leyes del Reyno.
- 1765 - Noticia de la vida y obras del m[uy] i[lustre] y r[everendo] p[adre] d[on] f[ray] Benito Gerónimo Feijoo, monge benedictino de la congregación de España, Catedrático de Prima de Teología jubilado de la Universidad de Oviedo, Maestro general de su orden, del Consejo de S[u] M[ajestad]. Madrid: Imprenta Real de la Gaceta.
- 1765 - Tratado de la regalía de amortizacion en el qual se demuestra por la serie de las varias edades, desde el Nacimiento de la Iglesia en todos los siglos y países Católicos, el uso constante de la autoridad civil, para impedir las ilimitadas enagenaciones de bienes raíces en Iglesias, Comunidades y otras manos-muertas; con una noticia de las leyes fundamentales de la Monarquía Española sobre este punto que empieza con los Godos y se continúa en los varios Estados sucesivos, con aplicación á la exigencia actual del Reyno después de su reunión, y al beneficio común de los vasallos. Madrid: Imprenta de la Gazeta.
- 1767 - Dictamen fiscal de la expulsión de los jesuitas de España;
- 1768 - Memorial Ajustado, hecho de orden del Consejo pleno, á instancia, de los Señores Fiscales, del Expediente consultivo visto por remisión de S. Al. á él, sobre el contenido, y expresiones de diferentes Cartas del R. Obispo de Cuenca Don Isidro de Carvajal y Lancaster. Madrid: Oficina de Joaquín Ibarra.
- 1768 - Memorial Ajustado, de orden del Consejo, con citación del Ilmo. Señor D. Pedro Rodríguez Campomanes, Fiscal del mismo, y de la Cámara, y de D. Joseph de Pinedo, Caballero de la Orden de Santiago, Procurador Síndico general de esta Villa de Madrid, que contiene los autos y providencias dadas por el Consejo sobre diferentes ramos de los Abastos de Madrid, desde que en el año de 1766 se pusieron de orden de S. M. á cargo de su Corregidor y Ayuntamiento, por haberse extinguido la Junta que los manejaba, y alcanza la serie de los hechos hasta 20 de mayo de 1768. Madrid: Oficina de Antonio Sanz, 2 tomos en folio.
- 1769 - Respuesta de los señores Fiscales del Consejo, el sr. Campomanes y el sr. Moñino, en que proponen la formación de una Hermandad para el fomento de los Reales Hospicios de Madrid, y S. Fernando, expresando los medios con que podrán fomentarse tan útiles establecimientos a fin de que, examinado todo, se incline la caridad del vecindario a esta obra pia tan privilegiada. Madrid: Oficina de Antonio Sanz.
- 1770 - Juicio imparcial sobre el monitorio de Parma
- 1771 - Memorial Ajustado, hecho en virtud de Decreto del Consejo, del Expediente consultivo que pende en él, en faena de Real Orden comunicada por la Secretaría de Estado, y del Despacho universal de Hacienda, con fecha en S. Ildefonso de julio de 1764, entre D. Vicente Faino y Hurtado, como Diputado de las Ciudades de Voto en Cortes, Badajoz, Mérida, Truxillo y su Sexmo, Llerena, el Estado de Medellín y Villa de Alcantara, por sí y toda la Provincia de Extremadura, y el Honrado Concejo de la Mesta general de estos Reynos, en que intervienen los Señores Fiscales del Consejo, y D. Pedro Manuel Sanz de Pedroso y Ximeno, Procurador general del Reyno, sobre que se pongan en práctica los diez y siete capítulos o medios que en representación puesta en las Reales manos de S. M. propone el Diputado de las Ciudades y Provincia de Extremadura, para fomentar en ella la agricultura y cría de ganados, y corregir los abusos de los ganaderos trashumantes. Madrid: Joaquín Ibarra.
- 1771 - Plan general de estudios dirigido a la Universidad de Salamanca por el Real y Supremo Consejo de Castilla (Salamanca: Antonio Villagordo y Alcaraz, 1771)
- 1774 - Discurso sobre el fomento de la industria popular; Madrid: Imprenta de Antonio Sancha.
- 1775 - Discurso sobre la educación popular de los artesanos y su fomento; Madrid: Imprenta de Antonio Sancha.
- 1775 - 1777: Apéndice á la Educación Popular. Parte primera, que contiene las reflexiones conducentes á entender el origen de la decadencia de los oficios, y artes en España, durante el siglo pasado, según lo demostraron los escritores coetaneos, que se reimprimen en este Apéndice, o cuyos pasages se dan á la letra; Madrid: Imprenta de Antonio Sancha, 4 vols.
- 1776 - Observaciones para la composición ordenada de los elogios fúnebres
- 1778 - Viaje de Extremadura, manuscrito de la RAH firmado el 4 de mayo de 1778.
- 1778 - Avisos al Maestro de escribir, sobre el corte, y formación de las letras, que serán comprehensibles á los niños. Madrid: Oficina de Antonio de Sancha.
- 1779 - Respuesta de los tres señores Fiscales del Consejo en el expediente consultivo de las Cartuxas de España, Madrid: Imprenta de Antonio Martín.
- 1781 - Alegación Fiscal, que escribe el Ilmo. Señor Conde de Campomanes, Caballero Pensionado de la distinguida Orden de Carlos III, del Consejo y Cámara de S. M. y su primer Fiscal, sobre que se declare haber llegado el caso de la reversión d la Corona de la Jurisdicción, Señorío, y Vasallaje del Valle de Orosco.
- 1783 - Memorial ajustado del Expediente de concordia, que trata el honrado Concejo de la Mesta, con la Diputación general del Reyno, y la Provincia de Extremadura, ante el Ilmo. Sr. Conde de Campomanes y del Consejo y Cámara de S. M., primer Fiscal, y Presidente del mismo Honrado Concejo. Madrid: Blas Román, 2 tomos.
- 1783 - Alegación Fiscal, que escribe el Ilmo. Señor Conde de Campomanes, Caballero Pensionado de la distinguida Orden de Carlos III, del Consejo, y Cámara de S. M. y su primer Fiscal, sobre que se declarase haber llegado el caso de la reversión á la Corona de la Jurisdicción, Señorío, y Vasallage de la Villa de Aguilar de Campos, y otros derechos. Madrid.
- 1784 - Memorial Ajustado, hecho en cumplimiento de Decreto del Consejo, con citación de los tres Señores Fiscales, y del Procurador General del Reyno, del Expediente consultivo, que con su audiencia se ha instruido, en virtud de Real Orden, comunicada para que el Consejo pleno exponga su dictamen sobre el contexto de una representación hecha á S. M., por los Sres. Marques de la Corona, y D. Juan Antonio de Albalá Íñigo, Fiscales del Consejo de Hacienda, en que solicitan que mediante el derecho eminente, que hay en la Corona, para reintegrarse en los bienes, y efectos que salieron del Patrimonial Real, por ventas temporales, o perpetuas, restituido el precio primitivo de ellas; S. M. sea servido de cerrar la puerta de todo pleito en esta materia, expidiendo su Real Decreto á este fin, y en la forma que expresa la minuta que presentaron.
- 1784 - Prevenciones y reglas, que se deben observar en los días 13, 14,7 15 del presente mes de julio, en las funciones, y regocijos que celebra Madrid.
- 1788 - Apuntaciones de lo que importa averiguar para resolver con acierto el gran problema de si conviene a la España en el comercio de las Indias Occidentales seguir el sistema antiguo, o una libertad indefinida
- "Discurso sobre la Cronología de los Reyes Godos", inserto en los Retratos de los Reyes de España desde Atanarico hasta nuestro católico monarca Don Carlos III... según... los originales más antiguos... y el sumario de la vida de cada rey (Madrid: Ibarra, 1782-1788, 3 vols.) de Manuel Rodríguez.
- 1790 - Informe sobre las antigüedades de Cabeza del Griego, manuscrito.
- 1790 - Análisis de los progresos de la Junta de Comercio desde su origen en tiempos de Carlos II, y una comparación puntual de las reglas con que se gobiernan Francia e Inglaterra para llevar su tráfico al aumento que hoy tiene
- 1790 - Dictamen enviado a Lerena por vía de ampliación al informe relativo a la Compañía de Filipinas, acerca de prohibir a los extranjeros la introducción de muselinas
- 1791 - Expediente sobre dar nueva planta a la Junta General de Comercio y la mejora que conviene hacer en el sistema de los Consulados Marítimos
- 1792 - Observaciones para combinar el sistema político de la Europa
- Discurso Histórico Legal, en que se prueba el derecho de la Serenísima Señora Infanta Doña María de Portugal, hija mayor del Infante D. Duarte, Duquesa de Parma, al Reyno y Corona de Portugal; y el que por esta derivación corresponde á la Católica Magestad del señor Carlos III, Rey de España, y de las Indias. Manuscrito.

Ediciones modernas
- Colección de las alegaciones fiscales del Excelentísimo Señor Conde de Campomanes, ed. de J. Alonso, Madrid, Imprenta de Repullés, 1841-1843, 4 ts.
- Tratado de la regalía de amortización, Madrid, 1975 (ed. facsimilar), estudio introductorio de Francisco Tomás y Valiente.
- Dictamen fiscal de expulsión de los jesuitas de España (1766-1767), Madrid, 1977, estudio introductorio y edición de Jorge Cejudo y Teófanes Egido
- Discurso sobre el fomento de la industria popular. Discurso sobre la educación popular de los artesanos, Madrid, 1975, edición y estudio preliminar John Reeder.
- Epistolario, Tomo I (1747-1777). Edición de Miguel Avilés y Jorge Cejudo. Madrid, Fundación Universitaria Española, 1983.
- Bosquejo de política económica española. Edición preparada por Jorge Cejudo
- (atribuida) Sinapia. Una utopía española del Siglo de las Luces. Edición de Miguel Avilés
- Apéndice a la Educación Popular. Oviedo, Instituto Feijoo de Estudios del Siglo XVIII, 2009.
- Inéditos Políticos ed. de S. M. Coronas González, Oviedo, Junta Municipal del Principado de Asturias, 1996.
- Escritos regalistas, edición y estudio preliminar de S. M. Coronas,Oviedo, 1993, 2 vols.

## Curiosidades
Los naturalistas Hipólito Ruiz López y José Antonio Pavón y Jiménez bautizaron el género Campomanesia, de la familia botánica Myrtaceae, en homenaje al Conde en 1794.